# Челоцци, Стефано
Сте́фано Чело́цци (нем. Stefano Celozzi; 2 ноября 1988, Гюнцбург, Германия) — немецкий футболист, защитник клуба «Бохум».

## Карьера
Челоцци начинал карьеру в « Баварии», где считался талантливым юниором, но не провел в её составе ни одного официального матча. В 2008 году Челоцци был куплен «Карлсруэ», где являлся игроком основного состава. Сумма сделки составила 200 тысяч евро, контракт подписан до 2011 года.
В 2009 году перешёл в «Штутгарт».
7 мая 2012 года подписал двухлетний контракт с франкфуртским «Айнтрахтом», которому он достался бесплатно.
В июле 2014 года Челоцци подписал контракт с «Бохумом» до 2016 года.